# Rafael Cruzat
Rafael Cruzat o Crusat (Raphaël en francès) va ser un religiós a cavall dels segles XVII i XVIII, prior de Santa Maria d'Espirà de Conflent durant dues dècades.

## Biografia
Cruzat va ser nomenat prior d'Espirà del 7 de setembre del 1695 fins al seu traspàs, el 1714 quan es proposà que el reemplacés Fructuós de Queralt. Portat per la seva devoció a sant Josep, el 1707 Cruzat encarregà el "Retaule dels arcàngels Miquel, Gabriel i Rafael" per a embellir la capella del Sant. L'autoria del retaule ha estat discutida i algunes fonts l'atribueixen al "Mestre d'Espira", mentre que Jean Tosti el fa obra d'un escultor francès de nom Thierry, sense més dades.
Cruzat també va ser autor de dues novenes: una, amb llicència de 1701, dedicada a sant Josep i reimpresa sis vegades; i l'altra, dedicada a sant Antoni de Pàdua, amb llicència del 1714.

## Obres
- Novena al glorios patriarca Sant Josep, Digne Epos de la Sempre Verge Maria Pare putatiu y lo mes fidel Custodi del Fill de Deu fet Home. La qual es molt eficas per alcançar del mateix Deu ab la intercessio del St tot favor, y remey en totas nostras necessitats. Traduida en catala per lo Molt reverent Rafel Crusat prior de Spira de Conflent.  Perpinya: Francisco Reynier, 1702.
  -  Novena al glorios patriarca Sant Josep, Digne Epos de la Sempre Verge Maria Pare putatiu y lo mes fidel Custodi del Fill de Deu fet Home. La qual es molt eficas per alcançar del mateix Deu ab la intercessio del Sant tot favor, y remey en totas nostras necessitats. Traduida en catala per lo Molt reverent Rafel Crusat.  Perpinya: Francisco Reynier, 1711.[Enllaç no actiu]
  -  Novena al glorios patriarca S Joseph digne espos de la sempre Verge Maria traduhida en català per lo molt reverent Rafel....  Perpinyà: J.Alzine, s.a.[6]
- Novena del glorios patriarca sant Josep, digne espos de la sempre Verge Maria...traduhida del castella en vulgar idioma català per...Rafael Crusat. Novena corregida y aumentada de una devotio....  Perpinyà: Viuda de Francisco Vigé, 1711.[6]
  -  Novena del glorios patriarca sant Josep molt eficaç per alcançar del senyor, amb sa intercesio, favor y remeys en nostras necessitats, traduhida de castella en vulgar idioma catala per lo molt Reverend Rafel Crusat, prev. y prior d'Espira de Conflent.  Perpinia: G.S. Le Comte, 1753.[6]
  -  Novena del glorios patriarca sant Josep molt eficaç per alcançar del Senyor, amb sa intercessió, favor y remey en nostras necessitats, traduhida de castella en vulgar idioma catala per lo molt Reverend Rafel Crusat, prev. y prior d'Espira de Conflent.  Perpinya: C. Lecomte, 1773.[6]
  -  Novena del glorios patriarca sant Josep, molt eficàs per alcançar del Senyor, amb sa intercesiò, favor y rem y en nostres necessitata, traduhida de castella en vulgar idioma català per lo molt Reverent Rafel Crusat pre. y prior d'Espirà de Conflent. Novament corregida y aumentada de unà Devotio en memoria y veneració de las set majors Alegrias y tristezas del mateix Sant, de son offici menoret, y de tres lletanias per venerar la sagrada familia de Jesus, Maria, Josep.  Perpinia: C. Le Comte, 1778.
- Novena en veneracio del glorios S. Antoni de Padua molt efficás per alcançar per sa intercessió tota gracia y favor en tot genero de necessitats espirituals y temporals. Ab lo offici Menoret, y Goigs en alabança del mateix Sant. Lo tot disposat per lo molt reverend Raffel Crusat prébere y prior del lloch d'Espira de Confluent.  Perpinya: J.Vigé, 1714.